# Black Traffic
Black Traffic è il quinto album in studio del gruppo musicale britannico Skunk Anansie, pubblicato il 17 settembre 2012 dalla earMUSIC.

## Tracce
1. I Will Break You – 3:12
2. Sad Sad Sad – 2:57
3. Spit You Out (feat. Shaka Ponk) – 3:30
4. I Hope You Get to Meet Your Hero – 3:44
5. I Believed in You – 3:12
6. Satisfied? – 3:22
7. Our Summer Kills the Sun – 4:14
8. Drowning – 4:11
9. This Is Not a Game – 4:21
10. Sticky Fingers in Your Honey – 3:21
11. Diving Down – 2:33

## Classifiche
| Classifica (2012) | Posizione massima |
| ----------------- | ----------------- |
| Austria           | 28                |
| Belgio (Fiandre)  | 30                |
| Belgio (Vallonia) | 55                |
| Francia           | 72                |
| Germania          | 33                |
| Italia            | 2                 |
| Paesi Bassi       | 32                |
| Polonia           | 11                |
| Regno Unito       | 42                |
| Svizzera          | 7                 |